# Larry Guth
Lawrence David „Larry“ Guth (* 1976) ist ein US-amerikanischer Mathematiker, der sich mit metrischer Geometrie, Kombinatorik und harmonischer Analysis befasst.

## Leben
Guth, der Sohn des Astrophysikers Alan Guth, studierte am Massachusetts Institute of Technology (MIT) mit der Promotion 2005 bei Tomasz Mrowka (Area contracting maps between rectangles). Als Post-Doktorand war er an der Stanford University und an der University of Toronto. 2011 wurde er Professor am Courant Institute of Mathematical Sciences of New York University und 2012 Professor am MIT.
Er befasste sich unter anderem mit systolischen Ungleichungen (aufbauend auf den grundlegenden Arbeiten von Michail Leonidowitsch Gromow) und den Zusammenhang geometrischer Ungleichungen und Topologie. Außerdem befasst er sich mit dem Kakeya-Problem (Verallgemeinerungen eines ursprünglich von Sōichi Kakeya stammenden geometrischen Problems) und dem damit zusammenhängenden Restriktionsproblem (nach Elias Stein) der Harmonischen Analysis.
2010 löste er mit Nets Katz das Problem verschiedener Abstände von Paul Erdős (1946). Sie zeigten, dass N Punkte in der Ebene mindestens {\displaystyle {\frac {N}{\log(N)}}} verschiedene Abstände haben. Dabei benutzten sie Polynome hohen Grades. In höheren Dimensionen ist das Problem ungelöst. Das kontinuierliche Analogon ist die Vermutung von Falconer, über die Guth ebenfalls forschte.
2015 bewies er mit Jean Bourgain und Ciprian Demeter die Hauptvermutung in Vinogradovs Mittelwertsatz.
2010 war er Sloan Fellow und ebenfalls 2010 war er Invited Speaker auf dem Internationalen Mathematikerkongress in Hyderabad (Metaphors in systolic geometry). 2013 erhielt er den Salem-Preis. 2014 wurde er Simons Investigator der Simons-Stiftung.  2015 erhielt er den Clay Research Award, 2018 wurde er in die American Academy of Arts and Sciences gewählt, 2021 in die National Academy of Sciences. Für 2020 wurden Guth der Bôcher Memorial Prize und der Maryam Mirzakhani Prize in Mathematics zugesprochen. 2022 hielt er einen Plenarvortrag auf dem Internationalen Mathematikerkongress (Decoupling estimates in Fourier analysis).

## Schriften
- Volumes of Balls in large Riemannian Manifolds, Annals of Mathematics, 173, 2011, 51–76
- mit Nets Katz: Algebraic methods in discrete analogues of the Kakeya problem, Advances in Mathematics, 225, 2010, 2828–2839
- Systolic inequalities and minimal hypersurfaces, Geometric and Functional Analysis 19, 2010, 1688–1692
- Notes on Gromov's systolic inequality, Geometriae Dedicata 123, 2006, 113–129
- Width-volume inequality, Geom. Funct. Anal. 17, 2007, 1139–1179, Arxiv
- mit Jean Bourgain: Bounds on oscillatory integral operators based on multilinear estimates, Geometric and Functional Analysis 21, 2011, 1239–1295
- Minimax problems related to cup powers and Steenrod squares, Geometry and Functional Analysis, 18, 2009, 1917–1987
- The endpoint case of the Bennett-Carbery-Tao multilinear Kakeya conjecture, Acta Mathematica, 205, 2010, 263–286
- Symplectic embeddings of polydisks, Inventiones Mathematicae, 172, 2008, 477–489
- mit Jean Bourgain, Ciprian Demeter: Proof of the main conjecture in Vinogradov's mean value theorem for degrees higher than three, Annals of Mathematics, 184, 2016, 633–682
- Polynomial methods in combinatorics, AMS 2016
- Decoupling estimates in Fourier analysis, ICM 2022